# Schwarze Wanne
Als Schwarze Wanne wird die aus Bitumendickbeschichtung, Bitumen- oder Kunststoffbahnen hergestellte, im Boden befindliche Abdichtung bezeichnet, wenn diese sämtliche erdberührende Bauteile eines Bauwerkes (druck)wasserdicht umschließt.
Bei entsprechender Ausführung kann die schwarze Wanne eingesetzt werden, wenn sich die Kellerräume unterhalb des Grundwasserspiegels befinden.
Obwohl die Schwarze Wanne inzwischen in manchen Anwendungsfällen durch qualitativ hochwertige und kostengünstige Alternativbauweisen ersetzt wird, wird sie noch vielfach angewendet.
Heute wird häufig die Herstellung einer Weißen Wanne aus wasserundurchlässigem Beton bevorzugt, da diese Technik inzwischen ausgereift ist und eine nahezu gleichwertige Abdichtung gewährleistet.
Ein Nachteil kann darin liegen, dass die weiße Wanne je nach Beton- und Ausführungsqualität einen geringen Feuchteaustausch zwischen Erdreich und Kellerräumen erlaubt. Einige Fachleute sehen hierin einen grundsätzlichen Baumangel.

## Anwendung
Diese Abdichtung befindet sich in der Regel auf der Außenseite des Gebäudes. Zwischen Abdichtung und Erdreich wird eine Schutzschicht vorgesehen, die beispielsweise aus Kies, Perimeterdämm- oder Dränplatten (ähnlich wie Schaumpolystyrolplatten) bestehen kann. Vor der Herstellung der Bodenplatte wird üblicherweise über der untersten kapillarbrechenden Schicht zunächst eine dünne Sauberkeitsschicht aus Beton vorgesehen, auf welche die Abdichtung aufgebracht werden kann. Hierbei ist eine besondere Sorgfalt angebracht, da eine nachträgliche Sanierung aufwendig ist.
Die Außenseite der Wände wird mit bituminösen Produkten oder Dichtschlämmen abgedichtet, wobei die Abdichtung sorgfältig an die horizontale Dichtebene unter der Bodenplatte angeschlossen werden muss. In der Regel erfolgt anschließend die Wärmedämmung der Kellerwände durch druck- und feuchteresistente Dämmplatten.
Alternativ können zunächst druckfeste Dämmplatten, z. B. aus PE-HD (Polyethylen High Density), aufgebracht werden, die anschließend durch lose verlegte Kunststoff-Dichtungsbahn vor dem Feuchtigkeitszutritt geschützt werden. Eine hier zwischen  Dichtungsebene und Erdreich wieder erforderliche Schutzschicht bedeutet einen etwas erhöhten Aufwand. Von Vorteil ist jedoch, dass der Dämmwert der auf der trockenen Seite installierten Dämmung nicht durch eindringende Bodenfeuchtigkeit beeinträchtigt wird.
Da bei dieser Ausführung Feuchtigkeit aus der Raumluft der Kellerräume durch die Außenwand in die Dämmung diffundieren kann, sollte entweder die Dämmschicht diffusionsdicht ausgeführt oder eine Belüftungsebene auf der Außenseite oder notfalls auch an der Innenseite der Dämmschicht vorgesehen werden.
Da es sich nur um sehr geringe Mengen an Feuchtigkeit handelt, reicht eine geringe Belüftung aus, um diese abzuführen. Wenn jedoch darauf verzichtet wird, akkumuliert sich die Feuchtigkeit in der Dämmschicht, wodurch der Vorteil gegenüber der außenliegenden Dämmung wieder verloren geht. Ungünstigstenfalls kann sich das Kondensat am Mauerfuß sammeln und hier nach einem langen Zeitraum zu Feuchtigkeitsschäden führen.

## Normen und Standards
- DIN 18195:2017-07 – Abdichtung von Bauwerken
- DIN 18533-1:2017-07 – Abdichtung von erdberührten Bauteilen – Teil 1: Anforderungen, Planungs- und Ausführungsgrundsätze
- ATV DIN 18336 – Abdichtungsarbeiten
- Richtlinie für Planung und Ausführung von Abdichtungen mit kunststoffmodifizierten Bitumendickbeschichtungen